# The Girlie Show
The Girlie Show foi a quarta turnê da cantora estadunidense Madonna, feita em suporte ao seu quinto álbum de estúdio Erotica (1992). A excursão percorreu arenas e estádios pela Europa, América do Norte, América do Sul, Oceânia e Ásia ao longo de 39 concertos, começando em 25 de setembro de 1993 no Wembley Stadium em Londres, Inglaterra, e encerrando-se em 19 de dezembro do mesmo ano no Tokyo Dome em Tóquio, Japão.
Em outubro de 1992, a cantora lançou simultaneamente o disco, Erotica, e o livro Sex. O material supracitado teve um desempenho comercial inferior aos trabalhos anteriores da artista, enquanto o último se tornou um sucesso comercial, mesmo com a recepção negativa da crítica e do público. Após o fracasso comercial e crítico do filme de suspense erótico Body of Evidence, estrelado por Madonna, a mesma anunciou sua nova turnê em julho de 1993. Alguns críticos especializados sugeriram que tal anúncio poderia ser uma tentativa de Madonna de "revitalizar" após o lançamento do longa-metragem. A excursão teve como foco regiões que a cantora ainda não havia visitado, como Turquia, Israel, México, Porto Rico, Argentina, Brasil e Austrália. Christopher Ciccone, que já havia trabalhado com sua irmã na Blond Ambition World Tour, foi convidado para ser o diretor da nova digressão.
Os espetáculos foram divididos em quatro segmentos temáticos: Dominatrix, Studio 54, Weimar Cabaret e um bis. A turnê foi recebida com análises positivas de críticos de música e entretenimento, destacando que, apesar das controvérsias envolvendo a cantora, a mesma continuava a conquistar seu público. Foi bem sucedida comercialmente, arrecadando US$ 62,7 milhões. Diversas organizações em vários países protestaram contra a turnê, tentando impedir a realização dos concertos devido ao seu conteúdo sexual explícito. Durante o espetáculo em Porto Rico, Madonna esfregou a bandeira da nação entre as pernas, causando indignação na sociedade local. Alguns concertos foram gravados e transmitidos, incluindo o de Sydney, realizado em 19 de novembro de 1993, que foi transmitido ao vivo na HBO e seguidamente lançado oficialmente como The Girlie Show: Live Down Under. Similarmente, os espetáculos em Fukuoka, no Japão, foram exibidos exclusivamente na televisão japonesa.

## Antecedentes
Em outubro de 1992, Madonna lançou simultaneamente seu quinto álbum de estúdio, Erotica, e o livro Sex.
Com imagens sexualmente explícitas fotografadas por Steven Meisel, o material supracitado se tornou um sucesso comercial, mesmo com a recepção negativa da crítica e do público. A controvérsia gerada acabou por ofuscar Erotica, que apesar das críticas favoráveis, teve um desempenho comercial inferior aos trabalhos anteriores da artista. Madonna, então, continuou a ousar ao atuar no filme de suspense erótico Body of Evidence, de 1993, que apresentava cenas de sadomasoquismo e bondage. Contudo, o longa-metragem foi um fracasso tanto de crítica quanto de bilheteria. Em 9 de julho de 1993, o The Philadelphia Inquirer divulgou que a cantora daria início a The Girlie Show, sua nova turnê. Alguns críticos especializados sugeriram que tal anúncio poderia ser uma tentativa de Madonna de "revitalizar" sua carreira após Body of Evidence. Segundo a artista, a turnê foi inspirada na pintura Girlie Show (1941), do pintor estadunidense Edward Hopper, que retrata uma dançarina burlesca.
Inicialmente, a turnê seria iniciada no Wembley Stadium, em Londres, em 25 de setembro de 1993. Madonna afirmou que "não estava interessada em pregar para convertidos" e, por isso, escolheu iniciar a The Girlie Show em Londres; "Vou para os lugares onde tenho mais inimigos", explicou. Originalmente, a digressão não incluiria os Estados Unidos, com foco em regiões que a cantora ainda não havia visitado, como Turquia, Israel, México, Porto Rico, Argentina, Brasil e Austrália. Por motivo da alta demanda, seis concertos foram agendados em determinadas cidades dos EUA. Um concerto no Estádio dos Trabalhadores de Pequim também foi cogitado. A Agência Oficial de Notícias da China noticiou que Madonna teria permissão para se apresentar, desde que o espetáculo não incluísse nenhuma "indecência". A artista teria concordado, já que estava interessada em visitar o país, mas a apresentação acabou não ocorrendo. Um EP, intitulado The Girlie Show, contendo todos os seis singles de Erotica, foi lançado promocionalmente no Brasil em comemoração a visita da cantora. Semelhantemente, edições limitadas de Erotica e The Immaculate Collection (1990) foram lançadas com exclusividade na Austrália. O livro de fotos oficial da turnê foi lançado em novembro de 1994, tal material veio acompanhado de um CD com três faixas ao vivo: "Like a Virgin", "In This Life" e "Why's It So Hard". No livro, Madonna afirmou:
"Após a Blond Ambition Tour, jurei nunca mais fazer uma turnê. Estava esgotada e cansada de viajar, além de tentar buscar uma estabilidade. Dediquei-me a fazer filmes, gravar um novo disco e também lancei um livro chamado Sex.
Embora esses projetos criativos tenham sido gratificantes, nenhum deles substitui a experiência de se apresentar ao vivo. O palco é onde me sinto mais viva e consigo canalizar toda a minha energia criativa. É também o único lugar onde posso reunir todas as minhas influências, como pintura cubista, burlesco, flamenco e circo, em um só espaço. Apresentar-me para públicos diferentes torna a experiência ainda mais emocionante. Lidar com diversas culturas e expectativas é o que realmente me estimula. Adoro correr riscos, como você talvez já tenha ouvido. Embora este livro não consiga captar completamente a emoção da 'Girlie Show', ele chega bem perto.
A propósito, se eu disser: 'Nunca mais vou fazer turnê', não acredite em mim".

## Desenvolvimento
No início de 1993, Madonna convidou seu irmão Christopher Ciccone, com quem já havia trabalhado na Blond Ambition, para ser o diretor da nova turnê. Além da direção, Ciccone também ficou responsável por supervisionar a equipe, os dançarinos e a projeção dos cenários. As audições para dançarinos ocorreram em Los Angeles, onde era requisitado "pessoas andróginas de cabelos curtos". Sobre o processo de seleção, a cantora afirmou:

Primeiro, executei alguns movimentos coreografados. Depois, pedi que improvisassem com a música. Por fim, selecionei os melhores dançarinos e pedi que contassem uma piada ou uma história divertida. Se estivessem muito envergonhados, eu não os escolheria. Para os que restaram, perguntei se estariam dispostos a raspar a cabeça, apenas para ver até onde iriam por mim.

Madonna e Ciccone escolheram trabalhar com cinco coreógrafos diferentes, incluindo o ator estadunidense Gene Kelly, que foi escolhido para coreografar a apresentação de "Rain". No entanto, Kelly se sentia desconfortável com os dançarinos, acreditando que foram escolhidos pela personalidade. Além de não gostar dos "tons sexuais" da turnê, segundo Ciccone, que seguidamente convenceu a cantora a demitir Kelly. Madonna, "sentindo-se envergonhada por ter ocasionado um destino tão terrível para este venerável ícone estadunidense", concordou com a decisão. Então, Alex Magno foi designado como um dos principais coreógrafos da The Girlie Show. Madonna e seu irmão escolheram o "circo burlesco" como tema principal da digressão. Para se inspirarem, assistiram a filmes de Bollywood, danças tailandesas, Trapeze (1956), de Carol Reed, e também aos trabalhos de Marlene Dietrich, Louise Brooks, Erté e Zizi Jeanmaire. Assim como a Blond Ambition, a The Girlie Show foi estruturada em quatro blocos temáticos: Dominatrix, Studio 54, Weimar Cabaret e um bis.
Os figurinos foram criados pelos estilistas italianos Dolce & Gabbana, que, a pedido de Madonna, assistiram a filmes como My Fair Lady (1964) e Cabaret (1972). Foram criadas 1,500 peças de vestuário para a equipe da turnê, incluindo botas, sutiãs de lantejoulas, vestidos, regatas brancas e shorts jeans. Domenico Dolce comentou que ele e Madonna compartilhavam uma visão felliniana do circo, mas também gostavam dos glamourosos figurinos dos filmes da década de 1950. A dupla argumento que o maior desafio ao trabalhar com a cantora foi atingir a "perfeição". Os designers refaziam os itens que se danificavam: "De vez em quando faltavam shorts e outras coisas. Seguimos a turnê e assessoramos Madonna, mesmo estando sempre em Milão", explicaram.
A estrutura da turnê foi mais elaborada que a das anteriores de Madonna,com um palco que se estendia até o público e dois elevadores hidráulicos conectando o subsolo a plataformas elevadas. Acima do palco, havia um letreiro com o nome da digressão e, nas laterais, desenhos do rosto de Madonna. Para transportar a estrutura dos concertos durante a Europa, foram necessárias duas aeronaves e era necessário quatro dias e 100 funcionários para sua montagem. Durante o especial Girlie Talk, da MTV Austrália, Madonna comentou sobre ter cortado o cabelo antes da excursão: "Meu cabelo era rosa choque, quando estava na cor vermelho-rosado estive igual a Píppi Meialonga. Depois, pintei de várias cores, mas quando tentei voltar ao loiro, começou a quebrar, então acabei cortando, sem me importar se gostava ou não. Para a turnê, queria algo mais simples. Depois de cortar o cabelo dos dançarinos, pensei em deixá-lo escuro como no videoclipe de "Rain", mas não queria que todos tivessem a mesma tonalidade. Então, acabei encurtando e mantendo essa cor".

## Sinopse do concerto
O concerto é dividido em cinco segmentos distintos: Dominatrix, Studio 54, Weimar Cabaret e um bis. Sendo iniciado com uma introdução de "The Girlie Show Theme", é seguido por uma dançarina em um pole com seios à mostra. Então, Madonna caracterizada com trajes de uma dominadora, executa "Erotica". O número seguinte, "Fever", é interpretado ao lado de dois dançarinos seminus e ao final da apresentação desapareceram em um círculo de chamas. "Vogue" é apresentado logo depois, com temática tailandesa. Em "Rain", Madonna é acompanhada pelas vocalistas de apoio, Niki Haris e Donna De Lory, que usam túnicas transparentes e executam o número sentadas em cadeiras no centro do palco. O segmento é finalizado com uma coreografia inspirada no filme Singin' in the Rain (1952), a qual os dançarinos dançam com guarda-chuvas. A segunda seção, Studio 54, é iniciada com a frase "eu vou te levar a um lugar onde nunca esteve"; e antes de cantar "Express Yourself", a intérprete aparece em um globo espelhado com uma peruca afro de cor loira e trajes da década de 1970, sendo novamente acompanhada por Haris e De Lory. Com o final de tal apresentação, "Deeper and Deeper" é executado em seguida. Em "Why's It So Hard", Madonna e seus dançarinos encenam uma orgia, enquanto em "In This Life" centra-se sozinha no palco, sob uma iluminação suave. O bloco se encerra com o interlúdio "The Beast Within", na qual dois dançarinos em figurinos inspirados em criaturas míticas, executam uma coreografia com conotações sexuais.
O terceiro ato, Weimar Cabaret, é iniciado com Madonna cantando "Like a Virgin" com um forte sotaque alemão, pronunciando a palavra "virgin" como "wurgin", e com trajes semelhantes ao de Marlene Dietrich. O número seguinte, "Bye Bye Baby" é inspirada no burlesco e no cabaré; na qual a intérprete é acompanhada por suas coristas e três dançarinas asiático-americanas, vestidas de forma provocante, em um cenário que remete a um bordel. Em "I'm Going Bananas", a atmosfera festiva e caótica predomina o número. Para "La Isla Bonita", Madonna se apresenta ao lado de um musicista tocando violão, com um figurino inspirado na cultura latina, adornado com detalhes brilhantes e outros acessórios. Durante a canção que antecede o bis, "Holiday", a cantora e seus dançarinos vestem gabardinas azuis e interagem com o público ao longo da apresentação. Continuamente, em "Justify My Love", Madonna executa uma coreografia sensual e envolvente se movendo de maneira fluida e expressiva; segue-se então um mashup das canções "Everybody Is a Star", da banda estadunidense Sly & the Family Stone, e "Everybody", em ambos o figurino da artista é composto por uma camisa amarela e short jeans. Ao final do concerto, Madonna surge vestida de Pierrot e declara ao público: "todo mundo é uma estrela", momentos antes das cortinas caírem por uma última vez.

## Análise da crítica
A turnê obteve análises positivas de críticos musicais. O autor de Madonna: An Intimate Biography, J. Randy Taraborrelli escreveu que: "Embora ainda tivesse alguma sensualidade, era mais de uma
inocência burlesca do que uma tentativa ruidosa de chocar [...] esse espetáculo
tinha o espírito vigoroso de um Barnum & Bailey Show", e ainda destacou o lado "mais suave" da cantora. De maneira similar, Gar Graff, do Detroit Free Press, acrescentou que a turnê apresentou uma perspectiva subjetiva de Madonna, elogiando a "teatralidade e sofisticação bem estruturada". Thom Duffy, escrevendo para a revista Billboard, disse que excursão transcendeu o seu "hype erótico e lúdico". Ressaltando o "senso de humor e burlesco" ausente na Blond Ambition, concluindo que, apesar da controvérsia, Madonna continuava a "confundir e excitar seu público". Richard Corliss, da Time, descreveu a cantora como "a maior exibicionista do mundo".
Em resenha ao concerto realizado no dia 25 de setembro, no Wembley Stadium em Londres, Paul Taylor opinou que a "apresentação, com palmadas, palavrões e alusões sugestivas ao sexo oral e ao tamanho do pênis de um dançarino, claramente encantou a maioria dos fãs". Também sobre a noite de abertura, Tyler Brule, do Entertainment Weekly, acrescentou que "Madonna pode ter perdido um pouco de seu brilho recentemente, mas, com o início da The Girlie Show, conseguiu reafirmou seu domínio em criar espetáculos e gerar lucros". Na publicação ao Daily Express, Frances Hubbard registrou: "Madonna é menos cativante quando se mostra pretensiosa", e que, "mesmo em declínio, a lendária estrela do pop continuará influente por muito tempo". Outra avaliação elogiosa veio do The New York Times, com o revisor Jon Pareles considerando que "diferente da Blond Ambition, de 1990, a The Girlie Show não tenta ser tão controversa". Também elogiou os vocais ao vivo de Madonna, concluindo que "após ser um símbolo sexual inacessível, voltou a ser mais acessível e carismática". O crítico Jeff Kaye concluiu que, "apesar dos trajes ousados, nada no espetáculo foi realmente chocante", e a "sensação predominante era de que a plateia já tinha visto e ouvido tudo antes".
Contrariamente, a imprensa britânica adotou o que Kaye descreveu como uma "postura mesquinha" contra Madonna e a turnê. Quando a cantora chegou a Londres, uma revista britânica se declarou "anti-Madonna", recusando-se a publicar ou exibir fotos dos concertos. Bruce Elder, contribuinte do The Sydney Morning Herald, foi bem menos positivo em sua resenha, destacando que o concerto parecia "mais um evento social do que um grande espetáculo", e questionou se Madonna estava celebrando a liberação sexual ou explorando temas em nome do capitalismo. Notou também uma "frieza" nos números do repertório e apontou falhas que o impediram de ser memorável. O jornalista Tom Shales, em sua matéria ao jornal The Washington Post, concordou com o escritor e afirmou que "as tentativas da artista de chocar e instigar se tornaram autoparódias [...] a 'Girlie Show' é tosca, não chocante". A The Girlie Show ainda foi incluída na lista das melhores excursões de Madonna por Gina Vivinetto, do The Advocate, e Christopher Rosa, do VH1, classificando-se entre a quarta e quinta posição, respectivamente. De maneira similar, também figurou no ranking da Billboard, com a redator destacando os ótimos vocais ao vivo da cantora e o desempenho da sua banda. Além disso, a excursão foi indicada ao troféu de "Produção Mais Criativa de Cenário" no Pollstar Awards em 1993.

## Recepção comercial
A turnê foi um êxito com o público europeu; em Londres, 15 mil ingressos foram vendidos em duas horas, e o concerto de abertura teve um público de 72 mil espectadores. O espetáculo realizado em Tel Aviv atraiu 50 mil pessoas. Os três concertos no Madison Square Garden, em Nova Iorque, arrecadaram US$ 2,02 milhões, e as três apresentações na Cidade do México, registraram US$ 8,9 milhões; os ingressos eram vendidos entorno de 28–125 dólares. Em Buenos Aires, Madonna se apresentou para 120 mil pessoas. No Brasil, a cantora registrou recordes de público ao se apresentar para 86 mil espectadores em São Paulo e 120 mil no Rio de Janeiro. Tornando-se o segundo maior espetáculo de público pagante por uma solista no Estádio do Maracanã, ficando atrás de Tina Turner com a turnê Break Every Rule World Tour (que em 1988, atraiu 188 mil espectadores).
Na Austrália, 360 mil ingressos foram vendidos em tempo recorde; as 52 mil entradas para o primeiro concerto em Sydney foram esgotados em 1 hora e 20 minutos. O concerto único em Adelaide Oval atraiu cerca de 40 mil pessoas, ficando entre os dez mais assistidos no local. Os espetáculos em Melbourne e Sydney, atraíram 147,241 e 135,000 pessoas, respectivamente. A Billboard divulgou que os oito concertos em território australiano arrecadaram mais de US$ 18,5 milhões. Após a conclusão, foi divulgado que a The Girlie Show arrecadou um total de US$ 70 milhões em suas 39 apresentações.

## Controvérsias
Assim como nas turnês anteriores, a The Girlie Show também foi alvo de controvérsia. O concerto planejado em Frankfurt foi criticado por um político alemão, que afirmou que "excedia os limites da decência" e deveria ser proibido para menores de 16 anos. Norbert Geis, da União Social-Cristã (CSU), advertiu que Madonna deveria abdicar das "obscenidades" ou não poderia se apresentar. Então, o espetáculo foi cancelado, com os organizadores alegando "problemas técnicos". Em Israel, judeus ortodoxos tentaram impedir a apresentação da cantora no país; Avraham Ravitz, do Partido Judaico da Torá, declarou: "Esta é uma terra sagrada [...] pessoas de todo o mundo não vieram para cá para assistir a esse lixo humano". No entanto, os protestos foram infrutíferos, e o concerto com ingressos esgotados aconteceu conforme o planejado.
Em Porto Rico, grupos católicos ansiaram a favor do cancelamento da apresentação, temendo a influência de Madonna sobre os adolescentes. Durante o espetáculo, a cantora segurou a bandeira do país e a esfregou entre as pernas, levando o governador Pedro Rosselló e líderes locais a pedirem ao público que a repudiasse. O deputado David Noriega citou a "vulgaridade e insensibilidade" da mesma, acusando-a de abusar da hospitalidade do país. Luis de Rosa, presidente da Câmara de Comércio Porto-riquenha do Sul da Flórida, criticou Madonna por "passar a bandeira pelas partes íntimas" em sua terra natal. Na Argentina, líderes religiosos como o cardeal Antonio Quarracino, referiu-se a cantora como "blasfêmica e pornográfica", e o bispo Osvaldo Musto solicitou o cancelamento de seus concertos. Alexander Molinas entrou com um processo judicial para cancelar os espetáculos, tendo a solicitação negada, embora tenha sido determinado que menores de 13 anos deveriam ser acompanhados por adultos.
No México, uma organização antiaborto pediu ao Ministério do Interior que negasse a entrada de Madonna no país, mas o pedido foi rejeitado. O presidente da Pro Life, Jorge Serrano Limón, acusou a cantora de zombar do povo católico e afirmou que os espectadores dos espetáculos não tinham "o direito de zombar das crenças religiosas e morais dos católicos ou dos valores patrióticos dos mexicanos". O comunicólogo Nino Canún apresentou o especial televisivo ¿Y usted qué opina?, onde o público, incluindo um padre, argumentaram por que Madonna, "uma cantora moralmente sem noção", não deveria se apresentar no México. Um funcionário do ministério afirmou que "quem gostar pode ir [ao concerto] e quem não gostar, que não vá". Em resposta, a artista simulou um ato de masturbação utilizando um sombrero.
Ao chegar à Austrália, Madonna foi criticado por ganhar de Michael Gudinski, promotor da turnê, um didjeridu – instrumento tradicional dos aborígenes que segundo a cultura local, só pode ser tocado por homens. O ancião aborígene Badangthun Munmunyarrun argumentou que, por ser ocidental, a cantora não deveria tê-lo ganhando. Gudinski explicou que, na época, estava trabalhando com o Yothu Yindi e deu a Madonna o didgeridoo que havia ganhando da banda, com a intenção de recuperá-lo ou substituí-lo por um novo. No entanto, em 2015, Madonna confirmou que ainda possuía o instrumento.

## Gravações e transmissões
Em 6 de novembro de 1993, a revista Cashbox divulgou que um dos concertos no Sydney Cricket Ground seria transmitido na HBO em 20 de novembro. Madonna já havia trabalhado com o canal três anos antes, após o registro da Blond Ambition. Inicialmente, a cantora desejava registrar os espetáculos realizados na Argentina ou no México, contudo optou pela Austrália, já que gostou do evento ser anunciado como "Madonna Down Under". Em 13 de novembro de 1993, a Billboard informou que a estação de rádio Westwood One transmitiria simultaneamente o especial, que foi exibido oficialmente na HBO sob o título de Madonna Live Down Under: The Girlie Show. De acordo com as estatísticas reveladas pelo serviço de mediação de audiências Nielsen Ratings, o especial foi visto por uma média de 17 milhões de telespectadores, tornando-se a segunda atração mais assistida do ano, atrás apenas da luta entre George Foreman e Tommy Morrison.
Em 26 de abril de 1994, o registro foi lançado em LaserDisc e VHS; conferindo à artista sua segunda nomeação ao Grammy Awards de Melhor Filme Musical. Tal material alcançou a terceira e sétima colocação nas tabelas musicais Top Music Videos e Top Video Sales, copiladas pela Billboard, respectivamente. Além do lançamento oficial, a estação radiofônica BBC Radio 1 transmitiu o concerto realizado em 26 de dezembro de 1993. Similarmente, os espetáculos em Fukuoka, no Japão, foram exibidos exclusivamente na NHK.

## Repertório
Este é o repertório do concerto ocorrido em 19 de novembro de 1993 em Sydney, Austrália.
Bloco I: Dominatrix
1. "The Girlie Show Theme"
2. "Erotica"
3. "Fever"
4. "Vogue"
5. "Rain" (contém elementos de "Just My Imagination (Running Away with Me)" e "Singin' in the Rain")

Bloco II: Studio 54
1. "Express Yourself"
2. "Deeper and Deeper"
3. "Why's It So Hard"
4. "In This Life"
5. "The Beast Within" (interlúdio)

Bloco III: Weimar Cabaret
1. "Like a Virgin" (contém elementos de "Falling in Love Again (Can't Help It)")
2. "Bye Bye Baby"
3. "I'm Going Bananas"
4. "La Isla Bonita"
5. "Holiday" (contém elementos de "Holiday for Calliope")

Bloco IV: Bis
1. "Justify My Love"
2. "Everybody Is a Star" / "Everybody" (contém elementos de "Dance to the Music" e "After the Dance")

Notas
- Madonna cantou "Don't Cry for Me Argentina" no primeiro concerto em Buenos Aires, e "The Girl From Ipanema" no Rio de Janeiro.[57][86]

## Datas
| Data (1993)    | Cidade   | País       | Local                            | Ato(s) de abertura         | Público | Receita |
| -------------- | -------- | ---------- | -------------------------------- | -------------------------- | ------- | ------- |
| 25 de setembro | Londres  | Inglaterra | Wembley Stadium                  | —                          | 144,000 | —       |
| 26 de setembro | Londres  | Inglaterra | Wembley Stadium                  | —                          | 144,000 | —       |
| 28 de setembro | Paris    | França     | Palais Omnisports de Paris-Bercy | —                          | —       | —       |
| 29 de setembro | Paris    | França     | Palais Omnisports de Paris-Bercy | —                          | —       | —       |
| 1 de outubro   | Paris    | França     | Palais Omnisports de Paris-Bercy | —                          | —       | —       |
| 4 de outubro   | Tel Aviv | Israel     | Parque Yarkon                    | —                          | 50,000  | —       |
| 7 de outubro   | Istambul | Turquia    | İnönü Stadyumu                   | Yonca Evcimik Kenan Doğulu | 54,000  | —       |

| Data (1993)   | Cidade       | País           | Local                      | Ato(s) de abertura | Público | Receita       |
| ------------- | ------------ | -------------- | -------------------------- | ------------------ | ------- | ------------- |
| 11 de outubro | Toronto      | Canadá         | SkyDome                    | U.N.V.             | 50,880  | US$ 1,494,532 |
| 12 de outubro | Toronto      | Canadá         | SkyDome                    | U.N.V.             | 50,880  | US$ 1,494,532 |
| 14 de outubro | Nova Iorque  | Estados Unidos | Madison Square Garden      | U.N.V.             | 43,353  | US$ 2,020,475 |
| 15 de outubro | Nova Iorque  | Estados Unidos | Madison Square Garden      | U.N.V.             | 43,353  | US$ 2,020,475 |
| 17 de outubro | Nova Iorque  | Estados Unidos | Madison Square Garden      | U.N.V.             | 43,353  | US$ 2,020,475 |
| 19 de outubro | Filadélfia   | Estados Unidos | The Spectrum               | U.N.V.             | 13,810  | US$ 500,280   |
| 21 de outubro | Auburn Hills | Estados Unidos | The Palace of Auburn Hills | U.N.V.             | 15,705  | US$ 600,355   |
| 23 de outubro | Montreal     | Canadá         | Olympic Stadium            | Mario Pelchat      | 51,900  | US$ 1,650,353 |

| Data (1993)    | Cidade           | País       | Local                        | Ato(s) de abertura | Público | Receita       |
| -------------- | ---------------- | ---------- | ---------------------------- | ------------------ | ------- | ------------- |
| 26 de outubro  | Bayamón          | Porto Rico | Estadio Juan Ramón Loubriel  | —                  | 20,000  | —             |
| 30 de outubro  | Buenos Aires     | Argentina  | Estadio River Plate          | —                  | 120,000 | —             |
| 31 de outubro  | Buenos Aires     | Argentina  | Estadio River Plate          | —                  | 120,000 | —             |
| 3 de novembro  | São Paulo        | Brasil     | Estádio do Morumbi           | —                  | 86,000  | —             |
| 6 de novembro  | Rio de Janeiro   | Brasil     | Estádio do Maracanã          | —                  | 120,000 | —             |
| 10 de novembro | Cidade do México | México     | Autódromo Hermanos Rodríguez | —                  | 137,234 | US$ 8,927,703 |
| 12 de novembro | Cidade do México | México     | Autódromo Hermanos Rodríguez | —                  | 137,234 | US$ 8,927,703 |
| 13 de novembro | Cidade do México | México     | Autódromo Hermanos Rodríguez | —                  | 137,234 | US$ 8,927,703 |

| Data (1993)    | Cidade    | País      | Local                    | Ato(s) de abertura | Público | Receita |
| -------------- | --------- | --------- | ------------------------ | ------------------ | ------- | ------- |
| 19 de novembro | Sydney    | Austrália | Sydney Cricket Ground    | Peter Andre        | 45,000  | —       |
| 24 de novembro | Brisbane  | Austrália | ANZ Stadium              | Peter Andre        | 50,000  | —       |
| 26 de novembro | Melbourne | Austrália | Melbourne Cricket Ground | Peter Andre        | 147,241 | —       |
| 27 de novembro | Melbourne | Austrália | Melbourne Cricket Ground | Peter Andre        | 147,241 | —       |
| 29 de novembro | Melbourne | Austrália | Melbourne Cricket Ground | Peter Andre        | 147,241 | —       |
| 1 de dezembro  | Adelaide  | Austrália | Adelaide Oval            | Peter Andre        | 40,000  | —       |
| 3 de dezembro  | Sydney    | Austrália | Sydney Cricket Ground    | Peter Andre        | 90,000  | —       |
| 4 de dezembro  | Sydney    | Austrália | Sydney Cricket Ground    | Peter Andre        | 90,000  | —       |

| Data (1993)    | Cidade  | País  | Local        | Ato(s) de abertura | Público   | Receita        |
| -------------- | ------- | ----- | ------------ | ------------------ | --------- | -------------- |
| 7 de dezembro  | Fukuoka | Japão | Fukuoka Dome | —                  | —         | —              |
| 8 de dezembro  | Fukuoka | Japão | Fukuoka Dome | —                  | —         | —              |
| 9 de dezembro  | Fukuoka | Japão | Fukuoka Dome | —                  | —         | —              |
| 13 de dezembro | Tóquio  | Japão | Tokyo Dome   | —                  | —         | —              |
| 14 de dezembro | Tóquio  | Japão | Tokyo Dome   | —                  | —         | —              |
| 16 de dezembro | Tóquio  | Japão | Tokyo Dome   | —                  | —         | —              |
| 17 de dezembro | Tóquio  | Japão | Tokyo Dome   | —                  | —         | —              |
| 19 de dezembro | Tóquio  | Japão | Tokyo Dome   | —                  | —         | —              |
| Total          | Total   | Total | Total        | Total              | 1,279,123 | US$ 15,193,698 |

### Cancelamentos
| Data (1993)  | Cidade    | País     | Local               | Motivo             |
| ------------ | --------- | -------- | ------------------- | ------------------ |
| 2 de outubro | Frankfurt | Alemanha | Festhalle Frankfurt | Problemas técnicos |

## Créditos
O processo de elaboração da turnê atribuem os seguintes créditos pessoais:
Banda
- Donna De Lory – vocais
- Jai Winding – teclados
- Luis Conte – percussão
- Madonna – idealização, vocalista principal
- Michael Bearden – teclados
- Mike McKnight – teclados (adici.)
- Niki Haris – vocais
- Omar Hakim – bateria
- Paul Pesco – guitarra
- Victor Bailey – baixo

Dançarinos e coreógrafos
- Alex Magno – coreógrafo
- Carlton Wilborn – dançarino
- Carrie Ann Inaba – dançarina
- Christopher Childers – dançarino
- Jill Nicklaus – dançarina
- Keith Young – coreógrafo
- Luca Tommassini – dançarino
- Michael Gregory – dançarino
- Michelle Johnston – coreógrafa
- Niki Haris – coreógrafa
- Ruthy Inchaustegui – dançarina
- Ungela Brockman – dançarina

Figurinos
- Christopher Ciccone – designer de produção
- Dolce & Gabbana – designers
- Rob Saduski – designer

Direção
- Jai Winding – direção musical
- Jeffrey Hornaday – direção de palco
- Peter Morse – direção de iluminação